# Adelaida d'Hongria
Adelaida d'Hongria (ca. 1040 - 27 de gener del 1062) fou l'única filla del rei Andreu I d'Hongria. En general, hom ha assumit que la seva mare era Anastàsia de Kíev, però també hi ha la possibilitat que Adelaida fos filla d'Andreu I amb una altra dona, car hi ha autors que no troben versemblant que Iaroslav I el Savi concedís la mà de la seva filla a un noble exiliat que no semblava tenir possibilitats d'accedir al tron. De fet, Andreu no reuní un suport considerable fins al 1045, cinc anys després de la data estimada del naixement d'Adelaida.

## Biografia
Fou la segona muller de Vratislau II de Bohèmia, amb qui contragué matrimoni el 1058. Era un bon partit per a Vratislau, que hi sortí guanyant amb l'aliança amb el pare de la núvia. Tingueren quatre fills, incloent-hi Bretislau II de Bohèmia i Judit de Bohèmia. Vratislau esdevingué duc el 1061, després de la mort del seu germà; així doncs, Adelaida només fou duquessa durant un breu temps abans de la seva mort a principis del 1062.
Poc després del seu traspàs, el seu marit es casà en segones noces amb Esvietoslava de Polònia. Més endavant, el 1085, fou coronat primer rei de Bohèmia.